# Onrust (televisieprogramma)
Onrust, aanvankelijk Fa. Onrust, later Onrust Ltd., was een televisieprogramma voor jongeren van Bram van Splunteren. Het werd uitgezonden van 1989 tot 1992 door de VPRO en had aandacht voor diverse alternatieve subculturen. Met items, vaak in de vorm van reportages en interviews, over muziek, kunst, poëzie, mode, video of nieuwe trends.